# Distretto elettorale di Omulonga
Il distretto elettorale di Omulonga è un distretto elettorale della Namibia situato nella Regione di Ohangwena con 32.581 abitanti al censimento del 2011. Il capoluogo è la città di Omulonga.

## Località
Oltre al capoluogo il distretto comprende le seguenti località:
Onandova, Okaonde, Onaihenda, Ombalamumbwenge, Esaati e Onailonga.